# Enophrys bison
Enophrys bison és una espècie de peix pertanyent a la família dels còtids.
Es troba al Pacífic oriental: des de l'illa Kodiak (Alaska) fins a la badia de Monterrey (Califòrnia, Estats Units).
Mesura 37 cm de llargària màxima i té les aletes pelvianes petites.
És un peix marí, demersal i de clima temperat (60°N-34°N) que viu fins als 20 m de fondària.
Menja principalment algues i, en segon lloc, gambes, crancs, amfípodes, musclos i peixets.